# Molgula confluxa
Molgula confluxa är en sjöpungsart som först beskrevs av Sluiter 1912.  Molgula confluxa ingår i släktet Molgula och familjen kulsjöpungar.
Artens utbredningsområde är Södra Ishavet. Inga underarter finns listade i Catalogue of Life.